# Мюрего
Мюрего (дарг. Мурега) — село в Сергокалинском районе Дагестана.
Образует сельское поселение село Мюрего как единственный населённый пункт в его составе. Центр сельсовета с 1921 года.

## Географическое положение
Расположено на реке Какаозень, в 6 км к юго-востоку от села Сергокала.

## Население
| 1895  | 1926  | 1939  | 1959  | 1970  | 1989  | 2002  |
| ----- | ----- | ----- | ----- | ----- | ----- | ----- |
| 2678  | ↘2351 | ↘2320 | ↘2212 | ↗3087 | ↘2317 | ↗4248 |
| 2010  | 2012  | 2013  | 2014  | 2015  | 2016  | 2017  |
| ↘4228 | ↗4262 | ↗4301 | ↗4333 | ↘4332 | ↘4305 | ↗4308 |
| 2018  | 2019  | 2020  | 2021  | 2023  | 2024  | 2025  |
| ↘4266 | ↗4269 | ↗4278 | ↘3877 | ↘3863 | ↗3864 | ↗3885 |

## История
Русский путешественник Владимир Вилльер де Лиль-Адам, посетивший село в 1870-х годах, описывает аул в своих сочинениях следующим образом:
У самыхъ Муреги поля усажены фруктовыми деревьями и посреди поля находится сакля, гдѣ упавшіе фрукты тотчасъ сушатся въ печкѣ. Аулъ Муреги лежить, какъ уже было упомянуто, на плоскости и тутъ уже жители занимаются воздѣлываніемъ хлопка, шелководствомъ и, главнымъ образом, садоводствомъ, о чемъ свидѣтельствуетъ большой, прекрасный, находящийся посреди аула, фруктовый садъ, раздѣленный изгородями на множество мелкихъ участковъ. Громадныя, вѣтвистыя орѣховыя деревья, распространяя пріятную тѣнь, защищають садъ отъ палящего солнца

## Этимология
Происхождение названия объясняется обстоятельствами возникновения селения: селение вначале не располагало своими землями и потому получило название «безземельного», «безместного». Даргинские слова мер и агар соответственно означают — «место» и «не имеющий, отсутствующий». Мер агар — места не имеющий.

## Минеральные воды
Источники сероводородных минеральных вод.

## Достопримечательности
- Могильники (в 2 км к западу от с. — Шулла-Мух; в 5 км к югу от с. — Мерхкела Хаб (IV—VI вв. н. э.); в 7 км к от с. — Унцукла-Карула (нач-е вв. I тыс. до н. э.).

## Известные уроженцы
- Мухтар Гусенгаджиев (род. в 1964) — актёр цирка, кино и телевидения. Мастер йоги
- Халибек Мустафаев (1889—1966) — революционер, командир красных партизан[25][26].